# Васильевский сельский совет (Крым)
Васильевский сельский совет (укр. Василівська сільська рада, крымскотат. Васильевка кой шурасы) — административно-территориальная единица в Белогорском районе в составе АР Крым Украины (фактически до 2014 года), ранее до 1991 года — в  составе Крымской области УССР в СССР, до 1954 года — в составе Крымской области РСФСР в СССР, до 1945 года — в составе Крымской АССР РСФСР в СССР.
Население по переписи 2001 года составляло 2852 человека, площадь совета — 144 км². Территория сельсовета находится на переходе предгорья в степную часть Крыма, в средней части долины реки Кучук-Карасу.
К 2014 году в состав сельсовета входило 6 сёл:

| - Васильевка - Малиновка - Некрасово | - Павловка - Пролом - Северное |

## История
Сельсовет был образован в начале 1920-х годов в составе Карасубазарского района. По результатам всесоюзной переписи 17 декабря 1926 года Васильевский сельский совет включал 5 населённых пунктов с населением 1341 человек:
С 25 июня 1946 года совет в составе Крымской области РСФСР, а 26 апреля 1954 года Крымская область была передана из состава РСФСР в состав УССР. На 15 июня 1960 года в сельсовете числились следующие сёла:

| - Васильевка - Заре́чье - Малиновка | - Некрасово - Павловка | - Пролом - Северное |

С 12 февраля 1991 года сельсовет в восстановленной Крымской АССР, 26 февраля 1992 года переименованной в Автономную Республику Крым. 24 марта 1997 года была снята с учёта ВР Украины Владимировка и совет обрёл современный состав. 22 марта 2007 года решением ВР АР Крым из учётных данных было исключено село Заречье.
С 21 марта 2014 года — аннексирован Россией. С 2014 года на месте сельсовета находится Васильевское сельское поселение Республики Крым.